# Aleš Veselý
Aleš Veselý (Čáslav, 3 februari 1935 – Praag, 14 december 2015) was een Tsjechische schilder en beeldhouwer.

## Leven en werk
Veselý studeerde van 1952 tot 1958 grafische kunst bij Vladimir Silorský aan de kunstacademie van Praag, de Akademii výtarných umění v Praze (AVU), Vanaf het midden der zestiger jaren nam zijn belangstelling voor de beeldhouwkunst, en met name de object- en installatiekunst toe. Voor zijn, vaak monumentale, werken gebruikt hij veelal metaal en hout van de schroothoop in combinatie met alledaagse voorwerpen. Zijn werk wordt gerekend tot de assemblage-kunst.
De werken van Veselý bevinden zich, wereldwijd, in de openbare ruimte van vele steden, maar ook in de collectie van diverse musea, zoals Museum Folkwang in Essen, Centre Georges Pompidou in Parijs, het Guggenheim Museum in New York en de Nationale Galerie in Praag (Národní galerie v Praze). Van 1990 tot 2006 was hij hoogleraar monumentale kunst aan de AVU in Praag, waar hij ook woonde. Veselý werkte in een atelier in Středokluky, dicht bij Praag.
Hij werd op 14 december dood aangetroffen in zijn huis. Hij werd 80 jaar oud.

## Werken (selectie)
- 1963 : Indetermination of Circle and Straight Line, Tsjechische ambassade in Rome (werd in 1994 vernietigd)
- 1967/68 : Kaddish[1] in zijn eigen atelier (oorspronkelijk in Ostrava)
- 1973 : Trumpet from Jericho, Nove Sedlo nearby Karlovy Vary
- 1979 : Iron Report (ensemble van drie sculpturen), Stadtpark Bochum in Bochum,
- 1980 : That One, Eduard-Spranger-Schule in Hamm
- 1988 : Testimony (1968), Olympic Park, Seoel
- 1994 : Doublebench, Tokio
- 1995 : Magen David (Joods Monument) in Theresienstadt
- 1996 : Memento (1968) in Venray
- 1999 : The Messenger, Beeldenpark Een Zee van Staal in Wijk aan Zee
- 1998/2001 : Chamber of Light[2], beeldenpark Europos Parkas bij Vilnius (Litouwen)
- 2001 : Point of Ambivalence[3], Europos Parkas bij Vilnius

## Fotogalerij

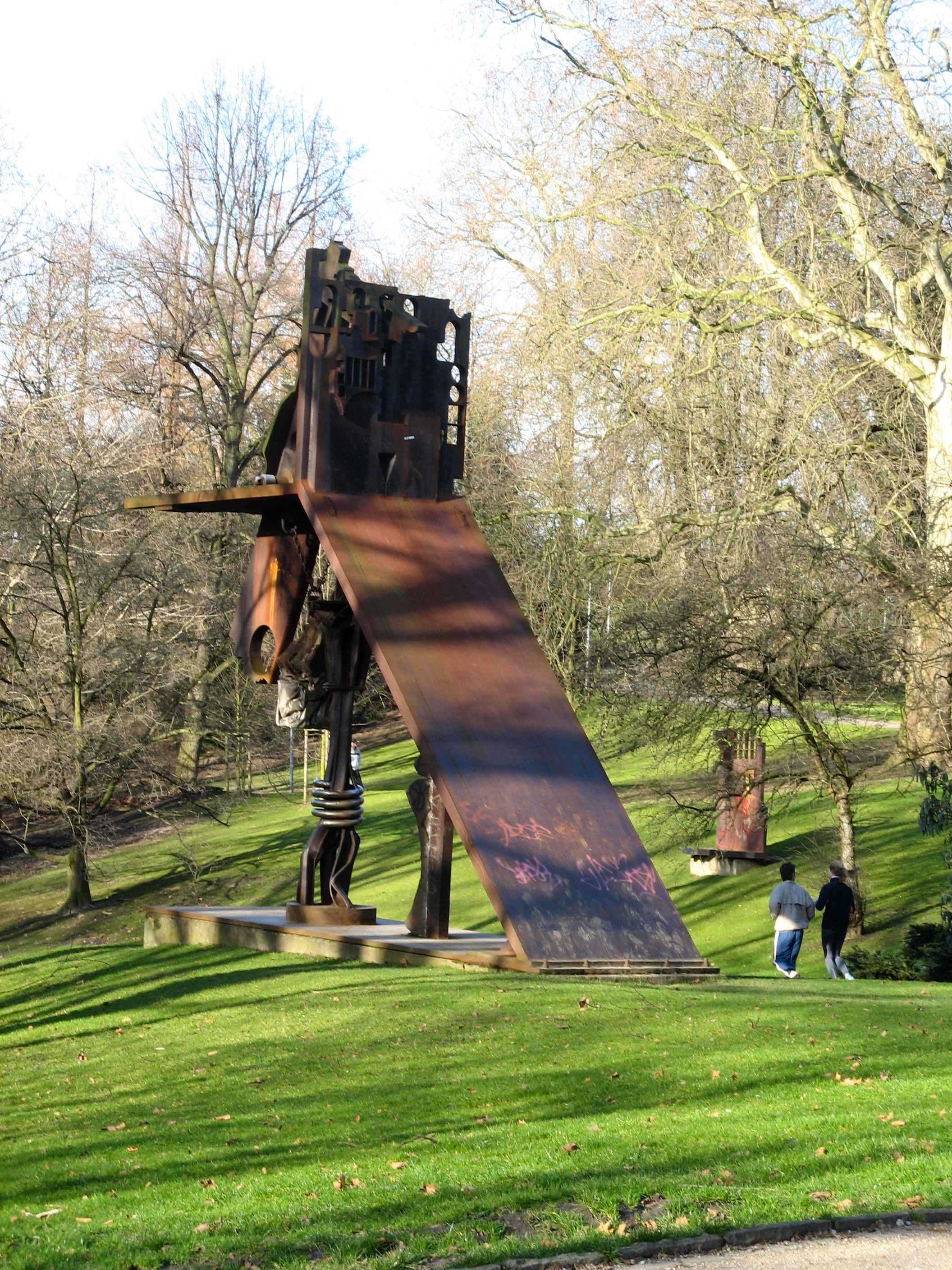
Iron Report in Bochum
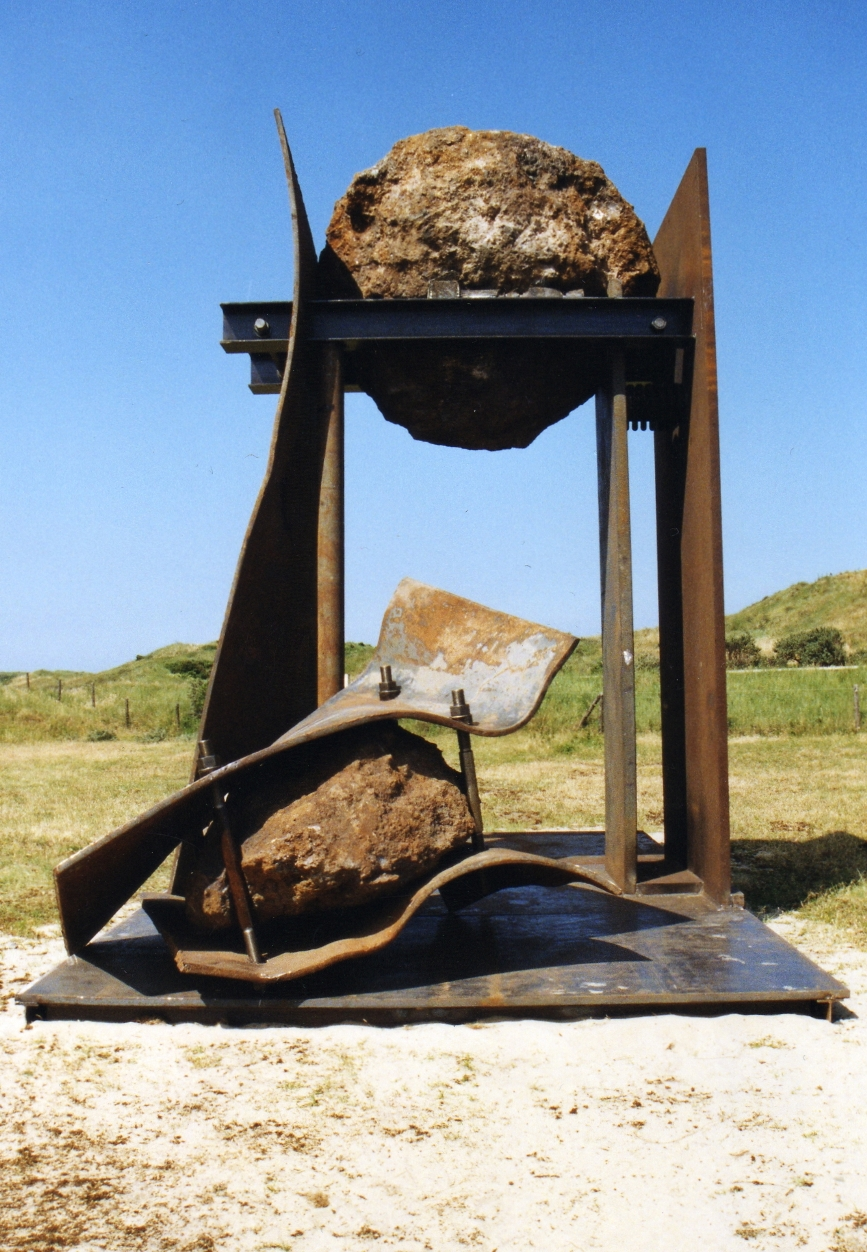
The Messenger in Wijk aan Zee
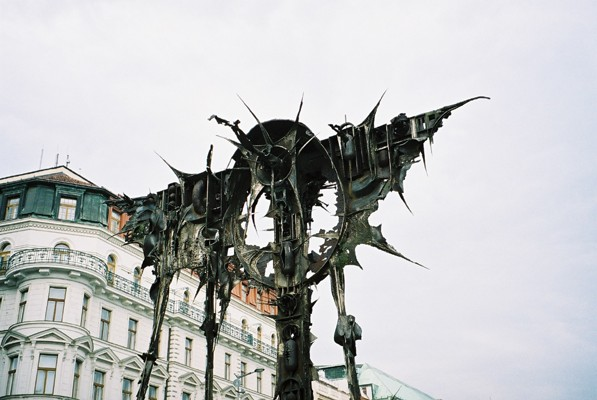
Kaddish, Praag (2006)
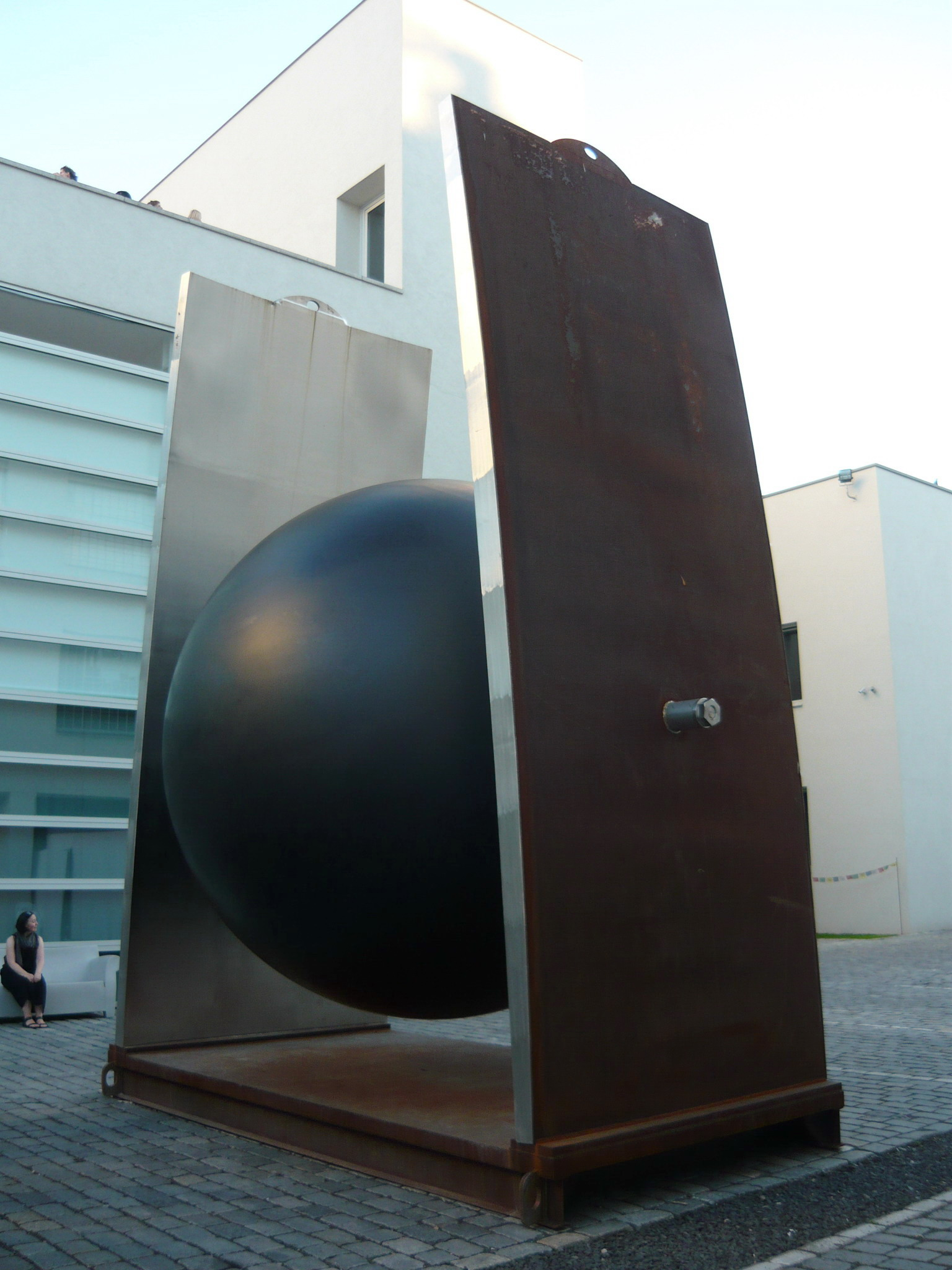
Entrance into Code, Praag (2009)